# 五平餅
- 五平餅
- 御幣餅[注釈 1]

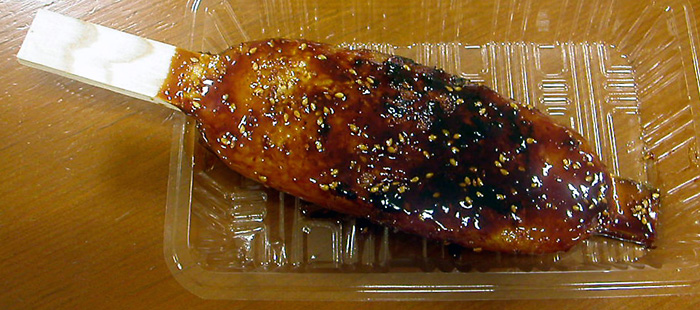
五平餅

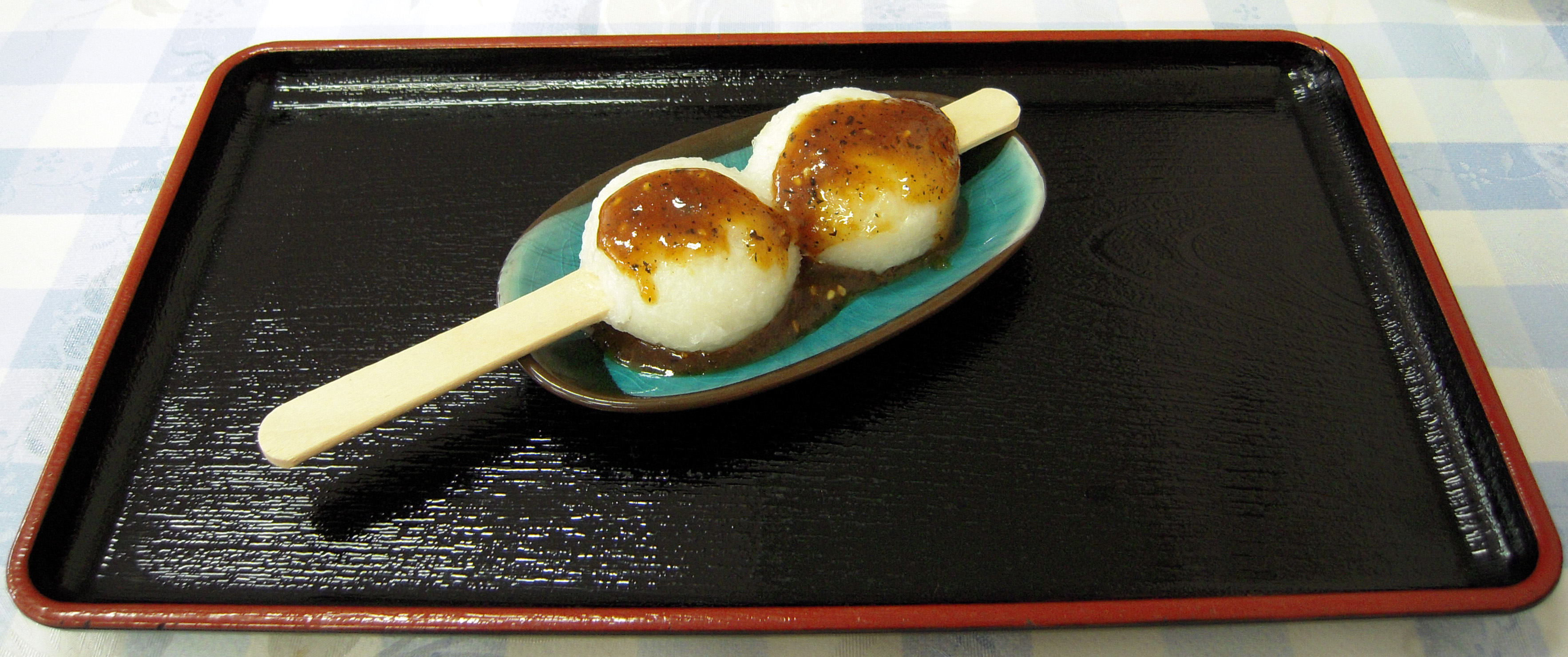
円形の五平餅（長野県駒ヶ根市）

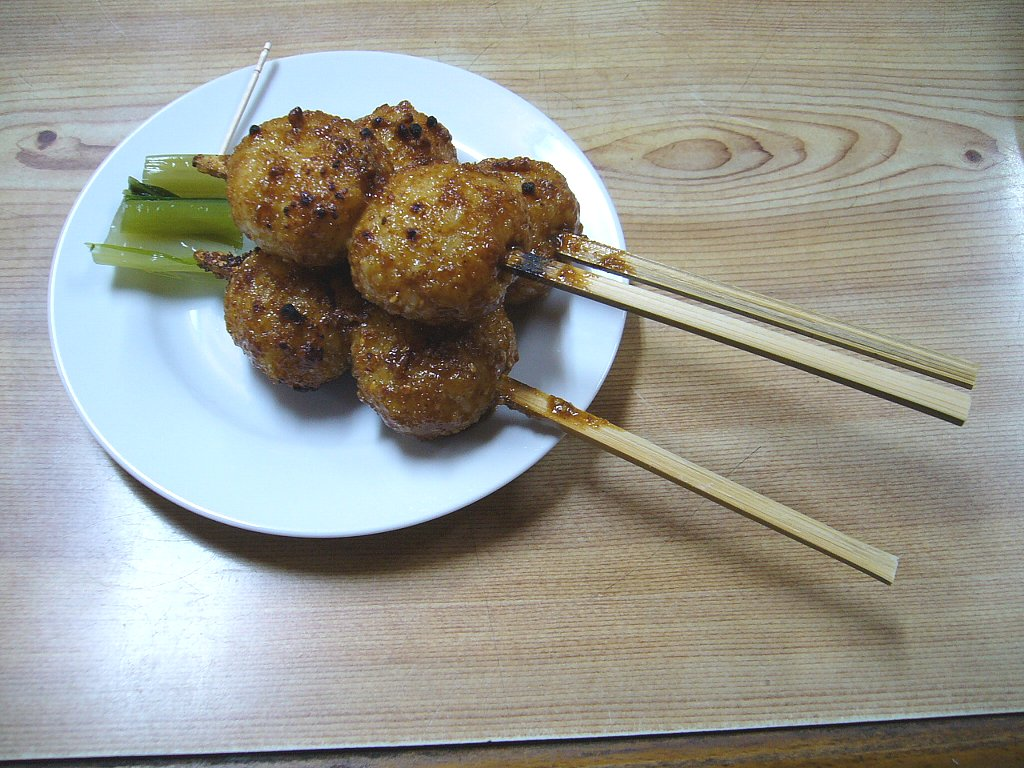
団子状の五平餅（妻籠宿にて）

五平餅（ごへいもち）は、中部地方の山間部（長野県木曽・伊那地方、岐阜県東濃・飛騨地方、富山県南部、愛知県奥三河地方、静岡県北遠・駿河地方）に伝わる郷土料理。粒が残る程度に半搗きにした粳米（うるちまい）飯にタレをつけ、串焼きにしたものである。「御幣餅」とも表記する。長野県では「御幣餅」の名称で「長野県選択無形民俗文化財（味の文化財）」に選択されている。

## 一般的な作り方
1. 粳米（うるちまい）を炊く[4]。
2. 1を潰し、厚さ2mm 幅2cm程度の杉板または幅1.5cm程の平たい竹串、あるいは割っていない割り箸に扁平な楕円形、地元で言う「わらじ型」に練りつけ、型崩れしないように素焼きする。この際に塩や、つなぎの小麦粉を入れる地域もある。
3. タレは季節や地方毎に多彩で醤油または味噌に、胡麻、胡桃、落花生、エゴマなど油脂を含むものや木の芽、柚味噌[4]をあわせてタレを作る。砂糖を入れ、かなり甘めの味に仕立てる。
4. タレを2に塗り、香ばしく焼き上げる。

上記のような、一枚の「わらじ型」または「小判型」といえる扁平な楕円形に、ご飯を平たい竹または木の串に練りつけたものが最も一般的である。地域によってバリエーションが多くあり、楕円形ではなくほとんど円形のものもある。また、小さな円盤型のご飯を複数刺したもの、店で売られているものには団子状で、見た目がほとんど普通のみたらし団子と変わらないものもある。
地域によって、タレのベースに醤油を使うか、味噌を使うか、ゴマとクルミを使うか、エゴマを使うかは、異なる。エゴマをベースに醤油と砂糖で仕上げるのは、木曽地方中北部から飛騨地方にかけての特徴である。クルミを使っていた地方では、近年は入手しやすいピーナツをクルミの代わりに使うこともある。家庭や地域によってはさらに卵、ハチミツ、蜂の子（ヘボ）を加えるなどバリエーションは多くある。例えば岐阜県恵那市の旧串原村で毎年11月3日に開かれる「ヘボまつり」は、タレにヘボを練り込んだ「ヘボ五平」が名物である。

## 由来
宝暦4年頃、長野県飯田市の大平宿に大蔵五平という杣司が住んでいた。毎日、五平は昼飯として、にぎり飯を平にし、味噌をつけて焼いて食べた。当時は、わらじの形で、五平五合と言って1人前の量だった。これを見た連れの者達が、五平餅と名付け、春と秋の山の神へのお供えし物としたり、来客の接待に出すご馳走として、大平宿を起点として、馬籠宿や妻籠宿といった、宿場町を通して広まっていったと考えられている。
神道において神に捧げる「御幣」の形をしていることからこの名がついたとする意見もある。実際、「御幣餅」と表記して販売しているところもある。また五平、あるいは五兵衛という人物（樵であったり猟師であったり、また大工とするものもある）が飯を潰して味噌をつけて焼いて食べたのが始まりとする伝承も各地に形を変えて存在する。
いずれにせよ、江戸時代中期頃に木曽・伊那地方の山に暮らす人々によって作られていたものが起源というのが濃厚である。米が貴重であった時代、ハレの食べ物として祭りや祝いの場で捧げられ、食べられていた。

## 販売形態
中部地方のドライブインや道の駅、峠の茶屋、高速道路のサービスエリアなどでよく販売されている。また、スーパーマーケットのフードコート内ファストフード店（お好み焼きやみたらし団子、大判焼きなどを販売する店）でもしばしば販売されている。天竜川沿いには鮎などを炭火で焼いて食べさせる店が点在するが、たいてい五平餅も併せてメニューにのせている。木曽・飛騨・東濃地方には、これを主な売り物とする五平餅店もある。また真空パックの商品もあり、インターネット上から通信販売で購入することも可能である。他の郷土料理と同様に、東京など他の大都市で扱う店も一部にある。

## メディアでの登場
- 甘々と稲妻（雨隠ギドによる漫画作品）
- クレヨンしんちゃんのアニメ第887話「おもちつきが楽しみだゾ（2016年2月19日放送）」で登場。しんのすけの通う幼稚園で餅つき大会の際糯米と間違えてうるち米が届いてしまい、園長が糯米の確保に奔走するが、最終的にまつざか先生の発案で五平餅を作ることになるというエピソードである。
- 2016年に公開されたアニメーション映画『君の名は。』の作中に登場。五平餅を登場人物が食べるシーンがあり、映画情報のサイトでも聖地巡礼スポットの一つとして岐阜県飛騨地方にある五平餅の店が紹介されている[7]。
- 2018年4月から放送されていたNHKの連続テレビ小説『半分、青い。』では物語序盤か岐阜県・恵那市にある岩村町本通りのお店「みはら」が、仙吉を演じる中村雅俊が五平餅の焼き方を習った場所として登場[8]。また、4月28日の放送分では、ヒロインの楡野鈴愛（永野芽郁）が漫画家のトークショーで差し入れした五平餅を、鈴愛の師匠である秋風羽織（豊川悦司） が「真実の食べ物」と評するほど絶賛し[9][10]、鈴愛が秋風に弟子入りするきっかけを作った。本作で五平餅の存在が全国的に知られるようになり、このエピソードが放送された直後のゴールデンウィークには岐阜県東濃地方周辺の観光地にある店舗や高速道路のサービスエリア等における五平餅の販売数が2017年比で4倍から9倍超にまで急増した[10]。
- 負けヒロインが多すぎる! アニメ第6話